# Emídio Silveira de Miranda e Oliveira
Emídio Silveira de Miranda e Oliveira (São Francisco do Sul — ?), foi um político brasileiro.
Filho de José Luciano de Oliveira.
Foi deputado à Assembleia Legislativa Provincial de Santa Catarina na 21ª legislatura (1876 — 1877).